# The Return of Mr. Hook
Pour plus de détails, voir Fiche technique et Distribution.
The Return of Mr. Hookest un court métrage d'animation américain  de la série Mr. Hook, réalisé par Robert McKimson, sorti en 1945.
C'est le premier cartoon réalisé par Robert McKimson.

## Fiche technique
- Titre  : The Return of Mr. Hook
- Réalisation : Robert McKimson
- Scénario : Hank Ketcham
- Montage : Treg Brown
- Musique : Carl W. Stalling
- Orchestrateur : Milt Franklyn
- Son : Treg Brown
- Producteur : Edward Selzer
- Directeur de production : Raymond Katz
- Sociétés de production : Warner Bros. Cartoons
- Pays d'origine :  États-Unis
- Format : Noir et blanc — 35 mm — 1,37:1 — Son : Mono
- Genre : Film d'animation, Comédie
- Durée : 4 minutes
- Dates de sortie :
  -  États-Unis :  20 janvier 1945

## Distribution
- Arthur Lake : Mr. Hook (voix)
- Sara Berner : Shoo-Shoo (voix)
- Mel Blanc : marins / vendeurs / agents immobiliers (voix)
- Tedd Pierce : un marin (voix)